# Ignacio Ibarra
Pour les articles homonymes, voir Ibarra.
Ignacio Ibarra né le 7 mai 2000, est un joueur argentin de hockey sur gazon. Il évolue au poste de milieu de terrain à Ducilo et avec l'équipe nationale argentine.

## Carrière
- Débuts en U21 en novembre 2021 pour la coupe du monde U21 2021.
- Il a été appelé en équipe première en avril 2022 pour concourir à la Ligue professionnelle 2021-2022 sans jouer le moindre match[2].

## Palmarès
- : 1er à la coupe du monde des moins de 21 ans en 2021[3].